# 波兰复兴勋章
波兰复兴勋章（波蘭語：Order Odrodzenia Polski）是波兰政府设立的国家级勳章。授予在教育、科学、体育、文化、艺术、经济、国防、社会活动及公务事业等领域中作出重大贡献的个人。授予对象包括平民、军人和外国公民。

## 历史
第一次世界大战后的1918年，波兰摆脱德意志帝國、奥匈帝国和俄罗斯帝国的控制，重新建国。新政府废除了圣斯坦尼斯瓦夫勋章（罗曼诺夫王朝），以证明和沙俄断绝从属关系，因而创设新的勋章。
波兰复兴勋章正式创立于1921年2月4日。第一位大十字级授予了约瑟夫·毕苏斯基元帅。它也成为授予外国友人的主要荣誉，由波兰外交部颁发。
第二次世界大战后，波兰人民共和国共产主义政权得以建立。波兰复兴勋章在样式和授予对象方面经过了调整。主要授予亲共产主义人士。在此时期，授予外国人的主要是波兰功勋勋章。1954年7月，周恩来总理出访东欧，获授大十字级波兰复兴勋章，这被认为是有据可查的新中国在外交活动中获得的第一枚外国勋章。
随着东欧剧变与共产政权的垮台，新的共和国政府于1990年12月22日重新设立了波兰复兴勋章，恢复了人民共和国之前的授予条例。

## 样式
十字章为饰以白色珐琅的马耳他十字，中间图案为白鹰。在波兰人民共和国成立之前，白鹰头上戴着王冠，后来王冠被取消。在东欧剧变后又恢复了王冠。

## 级别
| 中文     | 大十字级 | 指挥官十字星级 | 指挥官十字级 | 军官十字级 | 骑士十字级 |
| 波兰文   |          |                |              |            |            |
| 勋略     |          |                |              |            |            |
| 全套图示 |          |                |              |            |            |

## 统计

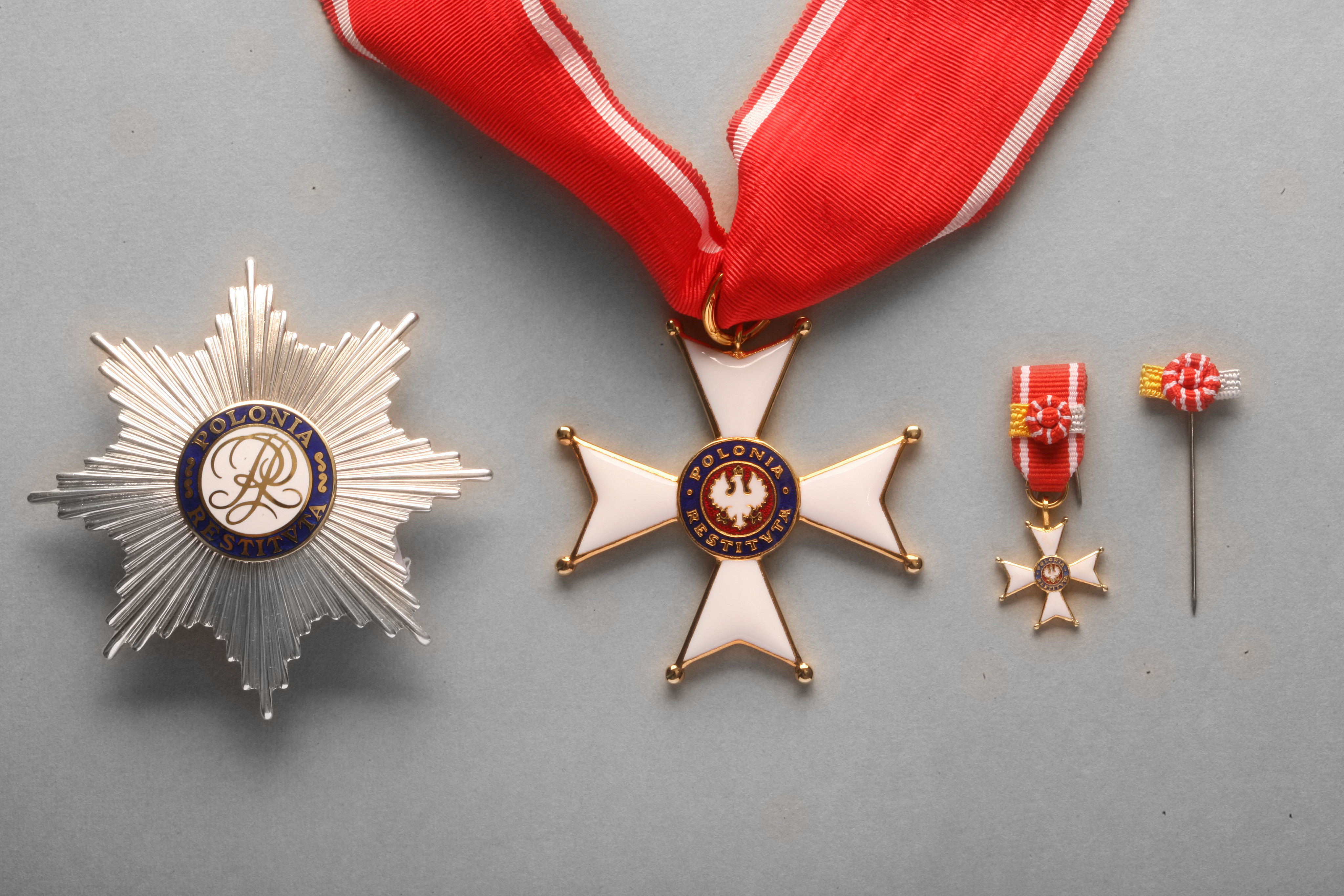
全套指挥官十字星级波兰复兴勋章

布羅尼斯瓦夫·科莫羅夫斯基时期（2010年-2015年）波兰复兴勋章授予数量统计:
| 年份 | 大十字级 | 指挥官十字星级 | 指挥官十字级 | 军官十字级 | 骑士十字级 | 总计 |
| ---- | -------- | -------------- | ------------ | ---------- | ---------- | ---- |
| 2010 | 5        | 8              | 57           | 134        | 405        | 609  |
| 2011 | 11       | 43             | 149          | 532        | 1267       | 2002 |
| 2012 | 3        | 14             | 75           | 273        | 685        | 1050 |
| 2013 | 4        | 7              | 72           | 164        | 537        | 784  |
| 2014 | 7        | 10             | 45           | 184        | 570        | 816  |
| 2015 | 5        | 6              | 31           | 106        | 389        | 537  |
| 总计 | 35       | 88             | 429          | 1393       | 3853       | 5798 |